# Stepslee
Een stepslee of ijsstep is een variant op de step. Hierbij zijn de wielen vervangen door glijders.
Met de stepslee kan men zich over sneeuw en ijs voortbewegen. Het is een veelgebruikt vervoermiddel in Noord-Scandinavië.

De eerste vermelding van de stepslee was in 1870. In een Zweedse krant werd melding gemaakt van het vervoermiddel.